# 智慧型交流道

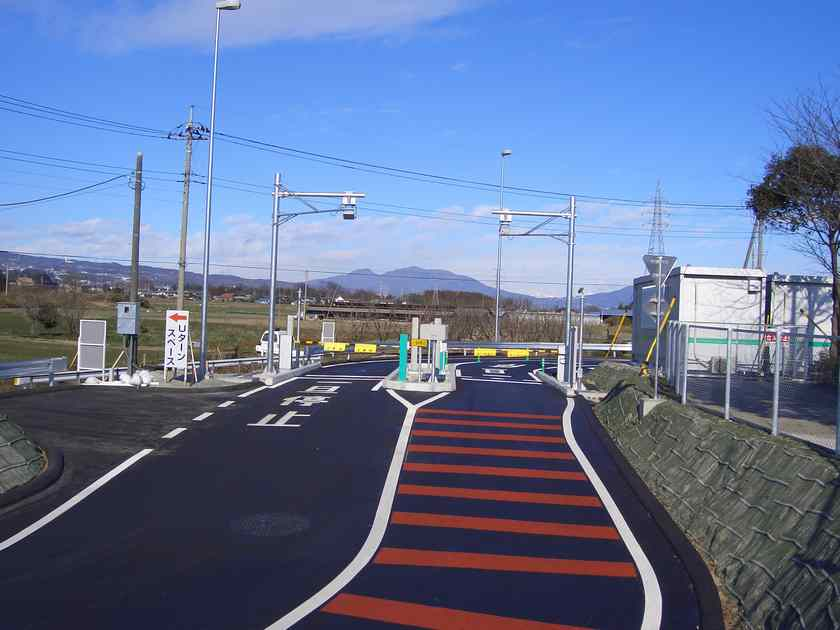
關越自動車道駒寄停車區（下行）的智慧型交流道

智慧型交流道（日语： Sumāto intāchenji），是日本一種特殊形式的交流道。本類交流道通常設於高速公路的端點、停車區、服務區或者巴士站，是僅供搭載ETC車輛使用的交流道。然而這也是有例外的，例如西名阪自動車道上的大和真秀場智慧型交流道，部分出入口允許未搭載ETC的車輛出入。
智慧型交流道在日文中是和製英語，英文原為Smart Interchange，而在標示上通常會以日語寫為或者「SIC」。
智慧型交流道自2004年（平成16年）10月起進行前导实验，從2006年（平成18年）10月1日起，部分智慧型交流道正式改为永久性设施。2009年（平成21年）2月制度修正，前导实验停止進行，智慧型交流道由此全面转为永久性设施。

## 概要
日本国土交通省为了有效利用交通设施而于现有的高速公路网络推出的交流道平均间隔约为10公里，长于世界平均水平的4-5公里。2004年10月15日起，国土交通省在东名高速公路豐田上鄉SA进行了前导实验，并根据结果于2006年10月1日开始正式运营智慧型交流道。
智慧型交流道的平均建设成本约为20亿日元，低于传统交流道约为35亿日元的建设成本，包括用于建设跨越主线的桥梁和通路、土地征用成本等。此外，智慧型交流道由于不需要收费员值守，因此其管理成本低于传统的交流道。
早期开通的一些智慧型交流道存在诸如只能在6:00至22:00之间使用且无法处理大型车辆等限制，但随着ETC普及率的上升及设施的更新迭代，这些问题开始逐步改善。另一方面，与通常建设在郊区的立交桥有所不同，智慧型交流道往往建在居民区等人口稠密的地区。一些智慧型交流道引起了周边居民的反对，他们担心因此而导致居住环境恶化以及交通拥堵增加，还可能会导致交通事故发生的风险上升。
从2021年开始，人工收费站或支持使用现金和信用卡支付的机器逐步开始改为仅可使用ETC支付，这样的收费站具有不同的结构，有区别于智慧型交流道。智慧型交流道通常在出入口前配备如掉头道等相关设施以分流车辆。

## 前导实验进程
從2004年秋到2009年春為止，這段期間進行前导实验。有相當多的智慧型交流道實驗期間一再延長，最後永久化。以下道路以距起點之距離由近而遠列舉。

### 第一次選定地點
| 道路             | 地點           | 實驗期間                                                           | 交通量 （台/日） | 實驗後 |
| ---------------- | -------------- | ------------------------------------------------------------------ | ---------------- | ------ |
| 東北自動車道     | 上河内服務區   | 2005/4/22〜8/28〜9/25、2006/2/24〜2007/3/31                        | 365              | 永久化 |
| 東北自動車道     | 那須高原服務區 | 2005/4/22〜8/28〜9/25、2006/2/24〜2007/3/31                        | 260              | 永久化 |
| 東北自動車道     | 福島松川停車區 | 2004/12/27〜2005/3/31〜8/31〜9/25〜2006/3/31〜9/30                 | 1,056            | 永久化 |
| 東北自動車道     | 長者原服務區   | 2004/12/24〜2005/3/31〜8/31〜9/25〜2006/3/31〜9/30                 | 583              | 永久化 |
| 關越自動車道     | 駒寄停車區     | 2004/12/10〜2005/3/21〜8/31〜9/25〜2006/3/31〜9/30                 | 2,772            | 永久化 |
| 關越自動車道     | 大和停車區     | 2005/6/1〜8/31〜9/25〜2006/3/31〜9/30                              | 544              | 永久化 |
| 上信越自動車道   | 佐久平停車區   | 2004/12/18〜2005/3/21〜8/31〜9/25〜2006/3/31〜2007/3/31            | 221              | 恒久化 |
| 北陸自動車道     | 德光停車區     | 2005/4/25〜7/24、8/1〜8/31〜9/25〜2006/3/31〜9/30                  | 975              | 永久化 |
| 北陸自動車道     | 入善停車區     | 2005/4/25〜7/24、8/1〜8/31〜9/25〜2006/3/31〜9/30                  | 682              | 永久化 |
| 北陸自動車道     | 黑埼停車區     | 2004/12/24〜2005/3/21〜8/31〜9/25〜2006/3/31〜9/30                 | 727              | 永久化 |
| 東名高速道路     | 富士川服務區   | 2005/1/11〜3/25、5/21〜8/31〜9/25、2006/2/15〜3/31〜2007/3/31      | 641              | 永久化 |
| 東名高速道路     | 遠州豐田停車區 | 2005/1/11〜3/25、5/21〜8/31、2006/2/23〜3/31〜2007/3/31            | 631              | 永久化 |
| 東名高速道路     | 上鄉服務區     | 2004/10/15〜2005/1/31                                              | 136              | 廢除   |
| 東海北陸自動車道 | 川島停車區     | 2005/4/16〜7/18（僅六日與假日）（7/11〜7/15為平日實施）、8/1〜8/21 | 86               | 廢除   |
| 東海北陸自動車道 | 城端服務區     | 2005/6/20〜9/19                                                    | 138              | 廢除   |
| 中國自動車道     | 大佐服務區     | 2004/12/18〜2005/3/15〜8/31〜9/25〜11/13〜2006/3/31〜2007/3/31     | 286              | 永久化 |
| 中國自動車道     | 加計巴士站     | 2004/12/18〜2005/3/15〜8/31〜9/25〜2006/3/31〜9/30                 | 635              | 永久化 |
| 濱田自動車道     | 金城停車區     | 2004/12/18〜2005/3/15〜8/31〜9/25〜2006/3/31〜2007/3/31            | 175              | 永久化 |
| 德島自動車道     | 吉野川服務區   | 2004/10/31〜2005/3/31〜8/31〜9/25〜2006/3/31〜9/30                 | 354              | 永久化 |
| 九州自動車道     | 須惠停車區     | 2004/12/18〜2005/3/27〜9/17〜9/25〜2006/3/31〜9/30                 | 2,462            | 永久化 |

### 第二次選定地點
| 道路           | 地點         | 實驗期間                                           | 交通量 （台/日） | 實驗後 |
| -------------- | ------------ | -------------------------------------------------- | ---------------- | ------ |
| 山形自動車道   | 寒河江服務區 | 2004/12/20〜2005/3/31〜8/31〜9/25〜2006/3/31〜9/30 | 455              | 永久化 |
| 常磐自動車道   | 友部服務區   | 2005/7/1〜9/19〜9/25〜2006/3/31〜9/30              | 1,298            | 永久化 |
| 關越自動車道   | 三芳停車區   | 2005/4/17〜8/31〜9/25〜2006/3/31〜9/30             | 2,133            | 永久化 |
| 中央自動車道   | 雙葉服務區   | 2005/4/25〜7/25〜8/31〜9/25〜2006/3/31〜9/30       | 573              | 永久化 |
| 上信越自動車道 | 小布施停車區 | 2005/4/24〜8/31〜9/25〜2006/3/31〜9/30             | 1,274            | 永久化 |
| 上信越自動車道 | 新井停車區   | 2005/1/11〜3/27〜8/31〜9/25〜2006/3/31〜9/30       | 572              | 永久化 |
| 長野自動車道   | 姨捨服務區   | 2005/4/21〜8/31〜9/25〜2006/3/31〜9/30             | 472              | 永久化 |

### 第三次選定地點
| 道路         | 地點         | 實驗期間       | 交通量 （台/日） | 實驗後 |
| ------------ | ------------ | -------------- | ---------------- | ------ |
| 北陸自動車道 | 尼御前服務區 | 2005/6/1〜8/31 | 150              | 廢除   |

### 追加選擇地點
| 道路               | 地點       | 實驗期間                                    | 交通量 （台/日） | 實驗後 |
| ------------------ | ---------- | ------------------------------------------- | ---------------- | ------ |
| 東北自動車道       | 泉停車區   | 2006/4/26〜2007/3/31                        | 2,285            | 永久化 |
| 磐越自動車道       | 新鶴停車區 | 2005/12/26〜2006/3/21〜2007/3/31            | 427              | 永久化 |
| 日本海東北自動車道 | 豐榮服務區 | 2006/4/4〜2007/3/31                         | 338              | 永久化 |
| 北陸自動車道       | 南條服務區 | 2005/12/17〜2006/3/21〜2007/3/31〜2009/3/31 | 137              | 永久化 |
| 北陸自動車道       | 大潟停車區 | 2006/5/2〜2007/3/31                         | 515              | 永久化 |
| 東名阪自動車道     | 龜山停車區 | 2005/12/17〜2006/3/31〜2007/3/31            | 1,424            | 永久化 |

### 其他選擇地點
| 道路             | 地點               | 實驗期間                                   | 交通量 （台/日） | 實驗後 |
| ---------------- | ------------------ | ------------------------------------------ | ---------------- | ------ |
| 東北自動車道     | 鏡石停車區         | 2007/9/14〜2009/3/31                       |                  | 永久化 |
| 常磐自動車道     | 三鄉收費站         | 2008/12/19〜2009/3/31                      |                  | 永久化 |
| 常磐自動車道     | 水戶北智慧型交流道 | 2006/9/25〜2007/3/31〜2008/9/30〜2009/3/31 | 914              | 恒久化 |
| 北關東自動車道   | 波志江停車區       | 2008/3/29〜2009/3/31                       |                  | 永久化 |
| 東海北陸自動車道 | 蛭野高原服務區     | 2007/12/16〜2009/3/31                      |                  | 永久化 |
| 東海北陸自動車道 | 飛驒河合停車區     | 2008/7/5〜2008/11/30                       |                  | 廢除   |
| 東海環狀自動車道 | 鞍池停車區         | 2008/2/16〜2008/3/31〜2009/3/31            |                  | 永久化 |
| 北陸自動車道     | 流杉停車區         | 2008/3/29〜2009/3/31                       |                  | 永久化 |
| 北陸自動車道     | 安宅停車區         | 2008/3/23〜2009/3/31                       |                  | 永久化 |
| 山陽自動車道     | 吉備服務區         | 2005/10/15〜2006/3/31〜2007/3/31           |                  | 永久化 |
| 山陽自動車道     | 宮島服務區         | 2008/3/2〜2009/3/31                        |                  | 永久化 |
| 高松自動車道     | 府中湖停車區       | 2008/3/23〜2009/3/31                       |                  | 永久化 |
| 大分自動車道     | 別府灣服務區       | 2008/9/12〜2009/3/31                       |                  | 永久化 |
| 沖繩自動車道     | 喜舍場巴士站       | 2006/11/25〜2007/3/31                      | 427              | 永久化 |

## 社會實驗廢止後經過
從2009年春之後，未實施社會實驗即啟用。以下道路以距起點之距離由近而遠列舉。

### 使用中地點
| 道路             | 地點                   | 連結許可日 | 供用日     |
| ---------------- | ---------------------- | ---------- | ---------- |
| 秋田自動車道     | 西仙北智慧型交流道     | 2009/06/30 | 2011/03/26 |
| 東北自動車道     | 蓮田服務區             | 2009/03/25 | 2012/02/04 |
| 東北自動車道     | 佐野服務區             | 2009/06/30 | 2011/04/28 |
| 東北自動車道     | 白河中央智慧型交流道   | 2009/03/25 | 2009/08/08 |
| 東北自動車道     | 三本木停車區           | 2009/03/25 | 2009/09/18 |
| 磐越自動車道     | 新津西智慧型交流道     | 2009/06/30 | 2011/12/17 |
| 常磐自動車道     | 石岡小美玉智慧型交流道 | 2009/06/30 | 2011/03/24 |
| 常磐自動車道     | 東海停車區             | 2009/03/25 | 2009/03/29 |
| 常磐自動車道     | 南相馬鹿島服務區       | 2013/06/11 | 2015/02/21 |
| 館山自動車道     | 君津停車區             | 2009/03/25 | 2009/03/29 |
| 新機場自動車道   | 成田交流道             | 2009/03/25 | 2009/04/01 |
| 關越自動車道     | 坂戶西智慧型交流道     | 2009/06/30 | 2013/08/25 |
| 關越自動車道     | 上里服務區             | 2012/04/20 | 2015/12/20 |
| 關越自動車道     | 高崎玉村智慧型交流道   | 2009/06/30 | 2014/02/22 |
| 關越自動車道     | 長岡南越路智慧型交流道 | 2009/03/25 | 2009/09/24 |
| 北陸自動車道     | 高岡砺波智慧型交流道   | 2011/03/01 | 2015/03/01 |
| 東海北陸自動車道 | 南砺智慧型交流道       | 2011/03/01 | 2015/03/01 |
| 長野自動車道     | 梓川服務區             | 2009/06/30 | 2010/11/27 |
| 新東名高速公路   | 靜岡服務區             | 2011/03/01 | 2012/04/14 |
| 新東名高速公路   | 遠州森町停車區         | 2012/04/20 | 2014/03/29 |
| 新東名高速公路   | 濱松服務區             | 2011/03/01 | 2012/04/14 |
| 東海環狀自動車道 | 五斗蒔停車區           | 2011/03/01 | 2013/02/28 |
| 名神高速公路     | 湖東三山停車區         | 2009/06/30 | 2013/10/21 |
| 名神高速公路     | 蒲生智慧型交流道       | 2009/06/30 | 2013/12/22 |
| 西名阪自動車道   | 大和真秀場智慧型交流道 | 2009/06/30 | 2012/07/14 |
| 米子自動車道     | 大山停車區             | 2009/06/30 | 2011/06/30 |
| 高知自動車道     | 土佐停車區             | 2009/03/25 | 2009/12/19 |
| 九州自動車道     | 宮田智慧型交流道       | 2009/06/30 | 2011/03/26 |
| 九州自動車道     | 宇城冰川智慧型交流道   | 2009/06/30 | 2014/03/29 |
| 東九州自動車道   | 今川停車區             | 2012/04/20 | 2014/12/13 |

### 準備中地點
| 道路                   | 地點             | 連結許可日 | 啟用日（預定） |
| ---------------------- | ---------------- | ---------- | -------------- |
| 八戶自動車道           | 八戶西           | 2014/07/25 | 2018年度       |
| 東北自動車道           | 都賀西方         | 2016/05/27 | 2020年度       |
| 東北自動車道           | 大谷             | 2015/06/30 | 2020年度       |
| 東北自動車道           | 矢板北           | 2016/05/27 | 2020年度       |
| 東北自動車道           | 郡山中央         | 2013/06/11 | 2016年度       |
| 東北自動車道           | 平泉             | 2014/07/25 | 2020年度       |
| 東北自動車道           | 奧州             | 2013/06/11 | 2017年度       |
| 東北自動車道           | 矢巾             | 2013/06/11 | 2017年度       |
| 東北自動車道           | 瀧澤中央         | 2013/06/11 | 2018年度       |
| 秋田自動車道           | 橫手北           | 2014/07/25 | 2018年度       |
| 仙台東部道路           | 名取中央         | 2013/06/11 | 2016年度       |
| 磐越自動車道           | 田村中央         | 2014/07/25 | 2018年度       |
| 常磐自動車道           | 水戶北（全面化） | 2014/07/25 | 2019年9月      |
| 常磐自動車道           | 楢葉             | 2014/07/25 | 2018年度       |
| 常磐自動車道           | 山元南           | 2013/06/11 | 2016年度       |
| 北關東自動車道         | 太田             | 2013/06/11 | 2017年度       |
| 首都圈中央連絡自動車道 | 厚木             | 2014/07/25 | 2018年度       |
| 首都圈中央連絡自動車道 | 大網白里         | 2013/06/11 | 2018年度       |
| 首都圈中央連絡自動車道 | 茂原長柄         | 2013/06/11 | 2019年度       |
| 關越自動車道           | 三芳（全面化）   | 2015/06/30 | 2018年度       |
| 關越自動車道           | 寄居             | 2012/04/20 | 2017年度       |
| 横濱横須賀道路         | 橫須賀           | 2015/06/30 | 2020年度       |
| 北陸自動車道           | 小谷城           | 2012/04/20 | 2017/03/25     |
| 北陸自動車道           | 能美根上         | 2013/06/11 | 2017年度       |
| 北陸自動車道           | 上市             | 2016/05/27 |                |
| 北陸自動車道           | 長岡北           | 2012/04/20 | 2016年度       |
| 中央自動車道           | 談合板           | 2013/06/11 | 2016年度       |
| 中央自動車道           | 笛吹八代         | 2012/04/20 | 2016年度       |
| 中央自動車道           | 甲府中央         | 2014/07/25 | 2019年度       |
| 中央自動車道           | 小黑川           | 2014/07/25 | 2017年9月      |
| 中央自動車道           | 駒岳             | 2014/07/25 | 2017年度       |
| 中央自動車道           | 座光寺           | 2016/05/27 |                |
| 中央自動車道           | 富士吉田北       | 2011/03/01 | 2016年度       |
| 東富士五湖道路         | 富士吉田南       | 2016/05/27 | 2020年度       |
| 東名高速公路           | 綾瀨             | 2013/06/11 | 2017年度       |
| 東名高速公路           | 足柄             | 2016/05/27 | 2018年度       |
| 東名高速公路           | 駒門             | 2016/05/27 | 2019年度       |
| 東名高速公路           | 東名靜岡東       | 2013/06/11 | 2017年度       |
| 東名高速公路           | 三方原           | 2013/06/11 | 2016年度       |
| 東名高速公路           | 館山寺           | 2013/06/11 | 2016年度       |
| 東名高速公路           | 上鄉             | 2013/06/11 | 2016年度       |
| 東名高速公路           | 守山             | 2009/06/30 | 2017年度       |
| 新東名高速公路         | 秦野             | 2015/06/30 | 2020年度       |
| 新東名高速公路         | 山北             | 2014/07/25 | 2020年度       |
| 新東名高速公路         | 小山             | 2013/06/11 | 2020年度       |
| 新東名高速公路         | 駿河灣沼津       | 2013/06/11 | 2016年度       |
| 新東名高速公路         | 新磐田           | 2013/06/11 |                |
| 東海環狀自動車道       | 岐阜三輪         | 2013/06/11 |                |
| 東海環狀自動車道       | 海津             | 2014/07/25 |                |
| 名神高速公路           | 安八             | 2013/06/11 | 2016年度       |
| 名神高速公路           | 養老             | 2013/06/11 | 2018年6月      |
| 新名神高速公路         | 鈴鹿             | 2012/04/20 | 2018年度       |
| 新名神高速公路         | 大津             | 2014/07/25 | 2023年度       |
| 新名神高速公路         | 寶塚             | 2012/04/20 | 2017年度       |
| 舞鶴若狹自動車道       | 三方五湖         | 2013/06/11 | 2017年度       |
| 舞鶴若狹自動車道       | 敦賀南           | 2012/04/20 | 2016年度       |
| 阪和自動車道           | 和歌山南         | 2013/06/11 | 2018年度       |
| 神戶淡路鳴門自動車道   | 中川原           | 2013/06/11 | 2017年度       |
| 中國自動車道           | 湯田             | 2014/07/25 | 2019年度       |
| 山陽自動車道           | 福山             | 2013/06/11 | 2017年度       |
| 山陽自動車道           | 沼田             | 2014/07/25 | 2017年度       |
| 松山自動車道           | 中山             | 2014/07/25 | 2019年度       |
| 九州自動車道           | 北熊本           | 2011/03/01 |                |
| 九州自動車道           | 城南             | 2012/04/20 |                |
| 九州自動車道           | 人吉球磨         | 2014/07/25 | 2019年度       |
| 九州自動車道           | 櫻島             | 2013/06/11 | 2017年度       |
| 東九州自動車道         | 門川南           | 2013/06/11 | 2016年度       |
| 東九州自動車道         | 國富             | 2013/06/11 | 2019年度       |
| 大分自動車道           | 別府灣（全面化） | 2014/07/25 | 2018年度       |
| 長崎自動車道           | 小城             | 2012/04/20 | 2017年度       |
| 長崎自動車道           | 木場             | 2012/04/20 | 2017年度       |

## 準備階段調查地點
| 道路                   | 地點   | 準備階段調査 指定日 |
| ---------------------- | ------ | ------------------- |
| 東北自動車道           | 菅生   | 2016/05/27          |
| 首都圈中央連絡自動車道 | 筑波   | 2016/05/27          |
| 北關東自動車道         | 出流原 | 2016/05/27          |
| 上信越自動車道         | 甘樂   | 2016/05/27          |
| 日本海東北自動車道     | 胎内   | 2015/06/30          |
| 長野自動車道           | 筑北   | 2015/06/30          |
| 中央自動車道           | 諏訪湖 | 2015/06/30          |
| 中央自動車道           | 神坂   | 2015/06/30          |
| 伊勢灣岸自動車道       | 刈谷   | 2015/06/30          |
| 名神高速公路           | 多賀   | 2015/06/30          |
| 新名神高速公路         | 城陽   | 2015/06/30          |
| 松江自動車道           | 加茂   | 2015/06/30          |
| 徳島自動車道           | 阿波   | 2015/06/30          |
| 瀬戶中央自動車道       | 坂出北 | 2015/06/30          |
| 松山自動車道           | 東溫   | 2016/05/27          |

## 外部連結
- 智慧型交流道 （页面存档备份，存于） - 國土交通省道路局
- 智慧型交流道相關 - ETC總合情報入口網站（道路系統高度化推進機構）
- 智慧型交流道指南 （页面存档备份，存于） - ドラぷら（東日本高速公路）
- 智慧型交流道指南 （页面存档备份，存于） - 中日本高速公路
- 智慧型交流道 （页面存档备份，存于） - 西日本高速公路